# Aruschan Saghandyqowa
Aruschan Saghandyqowa (kasachisch Аружан Сағандықова, engl. Transkription Aruzhan Sagandikova; * 21. Dezember 2004) ist eine kasachische Tennisspielerin.

## Karriere
Saghandyqowa spielt vorrangig auf der ITF Women’s World Tennis Tour, wo sie bislang einen Titel im Einzel und zwei im Doppel gewinnen konnte.
2023 wurde sie für die Endrunde des Billie Jean King Cups erstmals für die Kasachische Billie-Jean-King-Cup-Mannschaft nominiert.

## Turniersiege

### Einzel
| Nr. | Datum              | Turnier  | Kategorie | Belag     | Finalgegnerin   | Ergebnis  |
| --- | ------------------ | -------- | --------- | --------- | --------------- | --------- |
| 1.  | 17. September 2023 | Monastir | ITF W15   | Hartplatz | Vaishnavi Adkar | 7:66, 6:0 |

### Doppel
| Nr. | Datum            | Turnier   | Kategorie | Belag | Partnerin   | Finalgegnerinnen                         | Ergebnis          |
| --- | ---------------- | --------- | --------- | ----- | ----------- | ---------------------------------------- | ----------------- |
| 1.  | 5. November 2022 | Antalya   | ITF W15   | Sand  | Li Yu-yun   | Anastassija Solotarjowa Rada Solotarjowa | 7:5, 3:6, [10:4]  |
| 2.  | 3. Mai 2025      | Schymkent | ITF W15   | Sand  | Elina Nepli | Jekaterina Maklakowa Anna Ureke          | 6:74, 6:2, [10:8] |